# Mihael Bizjak
Mihael Bizjak, slovenski lovec, * 11. september 1903, Bača, † 17. julij 1982, Bača.
Zaradi fašističnega nasilja se je pozimi 1926/1927 kot kurir pridružil tajni organizaciji TIGR. Preko državne meje med Jugoslavijo in Italijo je vzdrževal ilegalno povezavo Jesenice-Baška grapa-Gorica, ki sta jo organizirala Albert Rejec in Zorko Jelinčič v sodelovanju s pomočnikom jeseniškega obmejnega komisarja Tonetom Batagelom. Kot lovec je imel stalno dovolilnico, ki mu je omogočala, da se je lahko tudi s puško gibal v obmejnem pasu. Njegova naloga je bila, da na jugoslovanski strani, to je bilo največkrat v obmejni stražnici, prevzame ilegalno literaturo in jo prinese do Podbrda, šifrirano pošto pa v obe smeri. V organizaciji TIGR je sodeloval vse do začetka 2. svetovne vojne na naših tleh, v letih 1942−1945 pa je bil udeleženec narodnoosvobodilne borbe.